# ナム・ギュリ
ナム・ギュリ (남규리、1985年4月26日 - )は 韓国の女優、歌手。 2006年に女性3人グループSeeYaのリードボーカルとしてデビュー。現在は脱退、ソロ活動中。明知専門大学実用音楽科、慶煕大学演劇映画学科卒業。
当初コアコンテンツメディア所属、現在はKORTOP media所属。

## 演技活動

### ミュージックビデオ(PV)
- SG Wannabeのミュージックビデオ「Love Song」でイ・ボムスと共演。

### 映画
- ブラッディミッション（2008年）
- デジャブ (2017年)

### ドラマ
- 美しき人生（2010年、SBS） - ヤン・チョロン役
- 私の期限は49日（2011年、SBS） - シン・ジヒョン役
- 海雲台（ヘウンデ）の恋人たち（2012年、KBS） - ユン・セナ役
- ウララ・カップル（2012年、KBS） - ペ・ジョンア役
- 殺し屋の理髪師（2012年、KBS） - ミジャ役
- ハートレスシティ～無情都市～（2013年、JTBC） - ユン・スミン役
- 深夜食堂fromソウル（2015年、SBS） - ミンギョン役
- これが人生！ケ・セラ・セラ（2016年、SBS） - イ・ナヨン役
- 私の恋したテリウス〜A Love Mission〜（2018年、MBC） - チェ・ヨンギョン（キャンディ）役
- 赤い月青い太陽（2018年-2019年、MBC） - チョン・スヨン役
- イモン～禁断の愛～（2019年、MBC） - ミキ役
- 花様年華〜君といた季節〜（2020年、tvN）
- カイロス〜運命を変える1分〜（2020年、MBC） - カン・ヒョンチェ役
- ザ・フェア（2021年、tvN）
- 君は私の春（2021年、tvN） - アン・ガヨン役

### キャンペーン
- 2011年アトピーのない国を作るキャンペーン・広報大使
- キスミー広告モデル

## 受賞歴
| 年度 | 受賞歴 |
| ---- | --- |
| 2006 | - 第13回大韓民国芸能芸術賞受賞 - 女性歌手グループ部門 - 第3回アジアソングフェスティバル - 新人歌手賞 - 2006 Mnet Km Music Festival (MKMF) - 最優秀 O.S.T. 賞 - 第16回ソウル歌謡大賞 - 新人歌手賞 - 第21回ゴールデンディスク賞 - 新人歌手賞 - SBSミュージックアワード - 女性新人歌手賞 |
| 2007 | - 2007 Mnet Km Music Festival (MKMF) - 女性グループ賞 - 第22回ゴールデンディスク賞 - デジタル音源 - 本賞 |
| 2008 | - 第17回ソウル歌謡大賞 - 本賞 |

## アクシデント
2006年12月23日、江南区三成洞のコエックス太平洋ホール内で行われた「BIG4コンサート」でナム・ギュリがダンス中に衣装がずれ、胸の一部が公開された。マスコミや所属事務所はその写真にすぐモザイクをかけた。しかし、いくつかのスポーツ新聞社などのサイトはモザイク処理されていない画像を複数のメディアに配信し、大きな論争となった。
一方、SeeYaの所属するMnetメディアは、その動画に対して投稿者などに法的措置を執るということがマスコミを通じ伝えられた。
2009年4月、所属事務所のコアコンテンツメディアが契約を破棄したことで、ナム・ギュリは事実上SeeYaから脱退。コアコンテンツメディアは「ナム・ギュリが無断でSeeYaから離脱した」と話したが、ナム・ギュリはこの報道に関して一切否定している。
2009年7月、韓国のインターネットサイトによりナム・ギュリがSeeYaに復帰するという噂が流れたが、その後すぐSeeYaに新メンバー・イ・スミが加わった。